# 새턴 I SA-4
SA-4는 미국의 아폴로 계획에 의해 4번째로 발사된 새턴 I 로켓이다. SA-1으로부터 계속된 제1단 로켓의 시험 비행은, 이것으로 완료되었다.

## 목적
SA-4는 새턴 I 로켓의 제1단 로켓의 마지막 시험 비행이었다. 가장 중요한 목적은, 1기의 엔진을 발사로부터 약 100초 후에 정지시키는 것이었다. 실험이 성공하면, 본래는 이 엔진이 사용할 것이었던 연료가 나머지의 엔진에 배분되어 연소시간을 연장시키는 것에 의해서 로켓은 올바른 궤도에 오른다. 이 기술은 아폴로 6호나 아폴로 13호에서도 많은 도움이 될 수 있었다. 또 이번에도, 2단에는 모형이 탑재되었다.

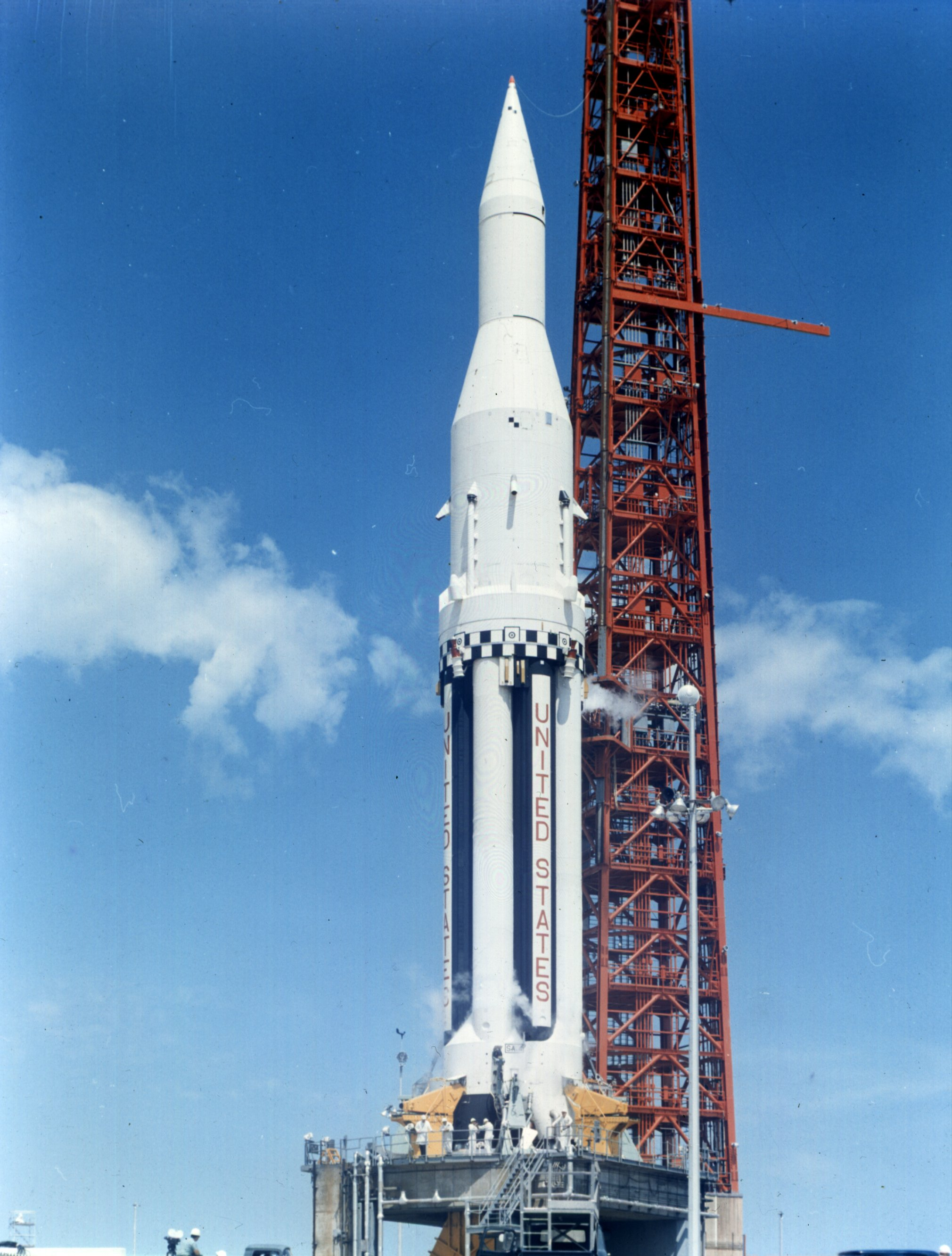
LC-34 발사대에서 대기 중인 SA-4

## 비행
1963년 3월 28일, SA-4는 예정대로 발사로부터 100초 후에 제5엔진을 정지했다. 연료는 나머지의 엔진에 적절히 공급되어 로켓은 올바른 궤도에 올랐다. 제5엔진은 냉각 시스템(연료를 엔진 외벽의 파이프로 통하게 하고 열을 빼앗는 시스템)이 작동하지 않게 되어서, 다른 엔진의 열에 의해서 파괴될 것으로 예상되었지만, 엔진의 파괴는 없었다. 이 실험은, 클러스터 방식(복수의 엔진을 무리짓는 방식)의 로켓을 개발하기 위한 중요한 자료가 되는 것이었다.
로켓은 최고고도 129 km까지 도달했고, 최고속도는 시속 5,906 km였다. 또 연소 종료 후에, 향후의 로켓 분리 기술에서 필요하게 되는 역추진 로켓을 분사했다. SA-4는 1단과 2단을 떼어낼 수 있는 구조로 설계되지 않았기 때문에, 역분사는 꼭 필요한 일은 아니었지만, 정상적으로 작동하는 것이 확인되었다.